# Hemochromatoza dziedziczna
Hemochromatoza dziedziczna (ang. hereditary hemochromatosis, HH), syn. wrodzona lub pierwotna, dawniej stosowane nazwy to: cukrzyca brunatna i cukrzyca brązowa (diabetes bronze) – genetycznie uwarunkowana choroba metabolizmu żelaza, w której dochodzi do nadmiernego wchłaniania tego pierwiastka z pożywienia i nadmiernego gromadzenia w tkankach, co prowadzi do objawów chorobowych.
Najczęstszą przyczyną hemochromatozy pierwotnej jest mutacja homozygotyczna genu HFE, który znajduje się na chromosomie 6. Stosuje się wówczas niekiedy również nazwę hemochromatoza HFE lub HFE-zależna.

## Rys historyczny
Początki badań nad hemochromatozą datują się na koniec XIX wieku, kiedy w roku 1865 Armand Trousseau opisał zespół chorobowy, na który składały się: marskość wątroby, cukrzyca i brązowa pigmentacja skóry. W roku 1889 Friedrich von Recklinghausen wprowadził termin hemochromatoza jako nazwę tej choroby.
Dziedziczne tło hemochromatozy zostało ustalone w roku 1935 przez Josepha H. Sheldona; do tego czasu hemochromatozę błędnie wiązano z nadużywaniem alkoholu.
W roku 1970 został ustalony autosomalny recesywny tryb dziedziczenia typów 1-3. Ostatecznie amerykańska grupa badawcza doprowadziła w 1996 roku do zsekwencjonowania genu HFE i udowodniła związek mutacji tego genu z hemochromatozą.

## Etiopatogeneza
U zdrowego człowieka żelazo podlega procesowi recyrkulacji – uwolnione z rozpadających się krwinek czerwonych jest wbudowywane do nowo powstających erytrocytów. Gdy poziom żelaza we krwi jest obniżony, organizm wchłania je z pożywienia, kiedy jednak jego zapasy w różnych tkankach i narządach są duże, ujawnia się cukrzyca i może dojść do uszkodzenia serca, wątroby, trzustki, jąder i stawów. W narządach tworzą się złogi hemosyderyny. Przyczyną uszkodzeń w chorobie jest nadmierne utlenianie lipidów z powodu obecności większej ilości wolnych rodników, stymulację produkcji kolagenu, a także bezpośrednie działanie na DNA.
Najczęstszą mutację powodującą hemochromatozę pierwotną typu 1 można rozpatrywać jako tzw. mutację założycielską.
Pierwotnie ta germinalna mutacja pojawiła się u mieszkańca północno-zachodniej Europy (wikinga lub Celta) i została przekazana następnym pokoleniom. Przez działanie doboru stabilizującego przetrwała do dziś.
Potencjalna korzyść wynikająca z posiadania jednej kopii zmutowanego genu HFE chroniła przed anemią z niedoboru żelaza.
Ocenia się, że homozygotyczna postać mutacji C282Y może występować z częstością 5:1000 u mieszkańców Europy północnej.
| Nazwa                                         | OMIM   | Mutacja genu                                    | Opis |
| --------------------------------------------- | ------ | ----------------------------------------------- | --- |
| Hemochromatoza wrodzona typu 1                | 235200 | HFE:                                            | |
| Hemochromatoza wrodzona typu 2A (młodzieńcza) | 602390 | HJV/HFE2 (1q21): gen hemojuweliny               | pierwsze objawy przed 30 r.ż, takie jak przy HH typu 1, ale cięższe                                              |
| Hemochromatoza wrodzona typu 2B (młodzieńcza) | 606464 | HAMP (19q13.1): gen kodujący białko hepcydynę   | j.w |
| Hemochromatoza wrodzona typu 3                | 604720 | TfR2: gen kodujący receptor 2 transferryny      | |
| Hemochromatoza wrodzona typu 4                | 604653 | SLC40A1 (2q32) gen kodujący białko ferroportynę | dziedziczenie autosomalnie recesywnie, mniejsze ryzyko uszkodzeń narządowych; leczenie krwioupustami niewskazane |

## Objawy
Objawy rzadko pojawiają się przed 20 rokiem życia. Zwykle obserwuje się je u osób, które skończyły 40–60 lat, i polegają na ciągłym uczuciu zmęczenia, bólach stawów, dolegliwościach żołądkowo-jelitowych, powiększeniu wątroby (która ulega marskości drobnoguzkowej) oraz zaburzeniach rytmu serca, obniżonym libido. U wielu osób charakterystycznym objawem jest szarobrązowe zabarwienie skóry, szczególnie twarzy. Jest ono spowodowane zaburzeniem funkcjonowania osi przysadka-nadnercza, jak również odkładaniem żelaza. Uszkodzenie kory nadnerczy złogami hemosyderyny wywołuje zmniejszenie wydzielania hormonów nadnerczowych, co z kolei powoduje nadmierne wydzielanie proopiomelanokortyny z przysadki, z której na drodze enzymatycznej powstają: ACTH, beta-endorfina, LPH i MSH (hormon melanotropowy). MSH stymuluje melanocyty do wytwarzania melaniny, co przyczynia się do zmiany zabarwienia skóry.
Badania genetyczne wykazują, że jedna osoba na dziesięć jest nosicielem mutacji w genie HFE, ale choroba ujawnia się tylko wtedy, gdy zmiana jest odziedziczona po obojgu rodzicach-nosicielach. Kobiety zapadają na hemochromatozę od 5 do 10 razy rzadziej niż mężczyźni (wiąże się to prawdopodobnie z comiesięcznymi stratami żelaza w czasie miesiączek oraz w okresie ciąży).

## Badania diagnostyczne
Nadmierne ilości żelaza w ustroju wykazują badania krwi oraz biopsja wątroby. Niestety hemochromatoza często bywa nierozpoznana, gdyż objawy sugerować mogą m.in. zapalenie wątroby czy choroby serca. Właściwa diagnoza często postawiona jest dopiero wtedy, gdy dochodzi do znacznego uszkodzenia narządów.
Kliniczne rozpoznanie hemochromatozy pierwotnej można potwierdzić wykonując analizę DNA dwóch najczęściej występujących mutacji genu HFE (H63D, C282Y).

## Leczenie
Upust krwi, który wykonuje się zazwyczaj raz, czasem dwa razy w tygodniu, leczenie prowadzi się przez wiele tygodni i może ono doprowadzić do osiągnięcia prawidłowego poziomu żelaza we krwi. Również można stosować deferoksaminę, która jest związkiem chelatującym żelazo. Prowadzone są próby wykorzystania agonistów hepcydyny w leczeniu hemochromatozy, talasemii i czerwienicy.